# Dumma mej 3
Dumma mej 3 (engelska: Despicable Me 3) är en amerikansk animerad långfilm från 2017 regisserad av Pierre Coffin och Kyle Balda. Filmen är en uppföljare till de tidigare filmerna Dumma mej och Dumma mej 2. I originalröster hörs bland annat Steve Carell, Kristen Wiig och Trey Parker.
Filmen hade världspremiär på Annecys internationella festival för animerad film 14 juni 2017 och biopremiär i Sverige den 28 juni 2017.

## Handling
Felonious Gru (Steve Carell) och hans fru Lucy Wilde (Kristen Wiig) möter den nya skurken Balthazar Bratt (Trey Parker), en före detta barnstjärna som vuxit upp för att bli besatt av karaktären som han spelade på 80-talet. Men Gru och Lucy får sparken från Anti-Skurkligan efter att de misslyckas med att fånga in Bratt.
Felonious Gru återförenas sen med sin okända tvillingbror Dru Gru och tillsammans försöker de stjäla tillbaka en diamant som Bratt har stulit, i hopp om att det kan ge Gru och Lucy deras jobb tillbaka. Lucy försöker även komma in i rollen som mamma.

## Rollista (i urval)

### Engelska originalröster
- Steve Carell – Felonious Gru och Dru Gru
- Kristen Wiig – Lucy Wilde
- Trey Parker  - Balthazar Bratt
- Pierre Coffin – Mel
- Miranda Cosgrove – Margo
- Dana Gaier – Edith
- Nev Scharrel – Agnes
- Steve Coogan – Fritz och Silas Rumpbotten
- Jenny Slate – Valerie Da Vinci
- Julie Andrews  - Marlena Gru
- Andy Nyman – Clive
- Adrian Ciscato – Niko
- John Cygan (i sin sista filmroll) som en extra röst.

### Svenska röster
- Henrik Dorsin – Felonious Gru
- Cecilia Wrangel – Lucy Wilde
- Andreas Rothlin Svensson – Dru Gru
- Fredde Granberg – Balthazar Bratt
- Emma Lewin – Margo
- Alexandra Alm Nylén – Edith
- Juno Eronn – Agnes
- Claes Ljungmark – Fritz
- Johan Wahlström – Silas Rumpbotten
- Charlotte Ardai Jennefors – Valerie Da Vinci
- Marie Richardson – Marlena Gru
- Anton Körberg – Clive
- Frank Dorsin – Niko
- Annica Smedius – Nikos mamma
- Gry Forssell – strandtjej

## Uppföljare
Illuminations VD, Chris Meledandri avslöjade i en intervju i september 2017 att en fjärde Dumma mej-film var under utveckling. Dumma mej 4 hade biopremiär i Sverige den 3 juli 2024.